# Shaw (Schiff)
Die Shaw, auch USS Shaw (DD-373), war ein Zerstörer der Mahan-Klasse der United States Navy im Zweiten Weltkrieg. Sie war das zweite Schiff, das nach Captain John Shaw benannt wurde.

## Geschichte
Das Schiff wurde am 1. Oktober 1934 bei Marinewerft in Philadelphia auf Kiel gelegt. Der Stapellauf erfolgte am 28. Oktober 1935 und die Indienststellung, unter Lieutenant Commander E. A. Mitchell, am 18. September 1938.
Zum Zeitpunkt des Angriffes der Japaner auf Pearl Harbor befand sie sich im Schwimmdock YFD-2, wo sie von drei Bomben an der vorderen Maschinenkanone und an der Brücke schwer getroffen und schwer beschädigt wurde, als ihr vorderes Magazin in Folge eines Feuers explodierte. Sie wurde wenige Monate nach dem Angriff repariert und diente danach bis zum Ende des Zweiten Weltkrieges in der Pazifikflotte.